# Палагичи
Пала́гичи (укр. Палагичі) — село в Тлумачской городской общине Ивано-Франковского района Ивано-Франковской области Украины.
Население по переписи 2001 года составляло 1284 человека. Занимает площадь 15,545 км². Почтовый индекс — 78015. Телефонный код — 03479.

## История

### Польское королевство и Речь Посполита
Первое упоминание 1463 год. В 1649 году жителями села что взяли участия в восстанию Хмельницкого был взят Палагицкий замок. За скудными известиями в 1718 г. местные жители забрали у помещиков всю землю.

### Вторая Речь Посполита

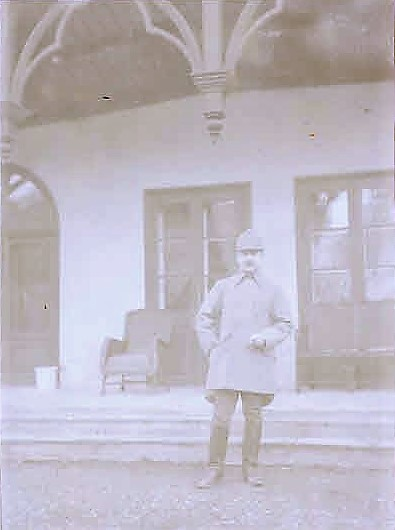
Военный на станции Палагичи

весной 1919 года солдаты УГА похитили членов Польской Военной Организации и затем убили в селе Нижнев.В межвоенный период принадлежал Дзедушинским и входил в гмину Олешув.

### Немецко-нацистская оккупация
В 1944 году украинские националисты убили в селе 25 поляков.

### Советский союз
в 1974 году в селе епископ Василик рукоположил будущего епископа УГКЦ Николая Симкайла

### Украина
26 декабря 2021 года село посетил епископ Василий (Ивасюк)

## Население
- 1989 год 1432 человек
- 2001 год 1274 человек
- 2022 год 1158 человек[6]

## Сельские главы
- Карбашевский Петр Васильевич
- Петрук Игорь Андреевич
- Равчук Богдан Богданович

## Памятки
- Церковь Архистратига Михаила 1895 г. принадлежит УГКЦ
- Липовая алея памятка ботаническая местного значения
- Меленещина заказник площадь два гектара
- Потіцька гора ботаническая памятка местного значения получена 1980 г.

## Археология
- Древние курганы

## Известные люди
- Альфред Дошот (?-1918) - владелец Палагич
- Октав Дошот - владелец Палагич, депутат районного совета Тлумача
- Генрих Родаковский - польский художник, создал "Палагицкий альбом" что имеет художественную и этнографическую ценность
- Павел (Василик) епископ Коломыйский УГКЦ в 1974 году посетил село
- Николай (Симкайло) епископ УГКЦ в 1974 году получил рукоположение в селе
- Василий (Ивасюк) епископ Коломыйский УГКЦ посещал село